# Kenefick
Kenefick è un centro abitato degli Stati Uniti d'America situato nella contea di Liberty dello Stato del Texas.
La popolazione era di 563 persone al censimento del 2010.

## Geografia fisica
Kenefick è situata a 30°06′22″N 94°51′08″W (30.106035, -94.852169).
Secondo lo United States Census Bureau, ha un'area totale di 1,5 miglia quadrate (3,9 km²), di cui 1,5 miglia quadrate (3,9 km²) di terreno e lo 0,65% d'acqua.

## Società

### Evoluzione demografica
Secondo il censimento del 2000, c'erano 667 persone, 235 nuclei familiari e 195 famiglie residenti nella città. La densità di popolazione era di 437,7 persone per miglio quadrato (169,4/km²). C'erano 255 unità abitative a una densità media di 167,3 per miglio quadrato (64,8/km²). La composizione etnica della città era formata dal 98,05% di bianchi, lo 0,30% di nativi americani, lo 0,30% di asiatici, lo 0,60% di altre razze, e lo 0,75% di due o più etnie. Ispanici o latinos di qualunque razza erano l'1,65% della popolazione.
C'erano 235 nuclei familiari di cui il 38,7% aveva figli di età inferiore ai 18 anni, il 73,2% aveva coppie sposate conviventi, il 7,2% aveva un capofamiglia femmina senza marito, e il 16,6% erano non-famiglie. L'11,5% di tutti i nuclei familiari erano individuali e il 4,3% aveva componenti con un'età di 65 anni o più che vivevano da soli. Il numero di componenti medio di un nucleo familiare era di 2,84 e quello di una famiglia era di 3,04.
La popolazione era composta dal 28,6% di persone sotto i 18 anni, il 6,1% di persone dai 18 ai 24 anni, il 27,6% di persone dai 25 ai 44 anni, il 27,7% di persone dai 45 ai 64 anni, e il 9,9% di persone di 65 anni o più. L'età media era di 37 anni. Per ogni 100 femmine c'erano 96,2 maschi. Per ogni 100 femmine dai 18 anni in giù, c'erano 99,2 maschi.
Il reddito medio di un nucleo familiare era di 47.857 dollari e quello di una famiglia era di 52.083 dollari. I maschi avevano un reddito medio di 45.481 dollari contro i 26.513 dollari delle femmine. Il reddito pro capite era di 17.146 dollari. Circa l'8,5% delle famiglie e l'8,8% della popolazione erano sotto la soglia di povertà, incluso il 7,7% di persone sotto i 18 anni e l'11,0% di persone di 65 anni o più.